# Pixel 6
Pixel 6 et Pixel 6 Pro, sont une paire de smartphones Android conçus, développés et commercialisés par Google dans le cadre de la gamme de produits Google Pixel. Ils sont collectivement le successeur du Pixel 5. Ils ont été officiellement annoncés le 19 octobre 2021 lors de l’événement "Pixel Fall Launch" et sont commercialisés aux États-Unis le 28 octobre.

## Histoire
Les Pixel 6 et Pixel 6 Pro ont été présentés par Google le 2 août 2021, confirmant le design des téléphones et l’introduction de son système Tensor personnalisé sur puce (SoC),. Les appareils Pixel précédents utilisaient des puces de Qualcomm, avec Google ayant commencé à développer ses propres puces (nom de code Whitechapel) dès 2016,,. La puce porte le nom des technologies TensorFlow et Tensor Processing Unit (TPU) de Google.
Les téléphones ont été officiellement annoncés le 19 octobre 2021 lors de l’événement "Pixel Fall Launch", et sont disponibles à partir du 28 octobre 2021 dans neuf pays,. Peu de temps après que les téléphones soient devenus disponibles pour la pré-commande, le Google Play et le magasin Google Fi ont tous deux subi des pannes temporaires.

## Caractéristiques

### Conception
Pixel 6 et Pixel 6 Pro disposent tous deux d’un nouveau design unique qui est visuellement distinct de la génération précédente de téléphones Pixel, comprenant une grande barre pour l’appareil photo et deux tons de couleur sur le dos. L’avant des téléphones contiennent chacun de fines lunettes[Quoi ?] ainsi qu’une encoche d’affichage trou-poinçon. Ils sont chacun disponibles en trois couleurs.

### Matériel
Le Pixel 6 a un écran OLED FHD+ 1080p de 6,4 pouces (160 mm) à 411 ppi avec une définition de 1080 x 2400 pixel et un rapport hauteur/largeur de 20:9, tandis que le Pixel 6 Pro a un affichage OLED QHD+ 1440p de 6,7 pouces (170 mm) à 512 ppi avec une définition de 1440 × 3120 pixels et un rapport de 19,5:9. Les deux téléphones contiennent un appareil photo arrière de 50 mégapixels et un appareil photo arrière grand angle de 12 mégapixels, tandis que le Pixel 6 Pro dispose d’un appareil photo arrière supplémentaire de 48 mégapixels. La caméra frontale du Pixel 6 contient un objectif de 8 mégapixels, tandis que celle du Pixel 6 Pro contient un objectif de 11,1 mégapixels.
Les deux téléphones prennent en charge la charge rapide 30 W, la charge sans fil Qi, ainsi que la charge sans fil inversée. Le Pixel 6 est disponible avec 128 ou 256 Go de stockage et 8 Go de RAM, tandis que le Pixel 6 Pro est disponible avec 128, 256 ou 512 Go de stockage et 12 Go de RAM. En plus du système Tensor sur puce, les deux téléphones sont également équipés du module de sécurité Titan M2, d’un scanner d’empreintes digitales sous l’écran, de haut-parleurs stéréo et de Gorilla Glass Victus.

### Logiciel
Comme pour les générations précédentes du téléphone Pixel, Google a mis l’accent sur l’intelligence artificielle et les capacités de calcul ambiant[Quoi ?] lors de l’événement Pixel Fall Launch, les fonctionnalités de débogage tels que Magic Eraser, Face Unblur, Mode Motion, Real Tone, Direct My Call, Temps d’attente et traduction en direct.
Les Pixel 6 et Pixel 6 Pro sont livrés avec Android 12 et la version 8.3 de l’application Google Camera au lancement. Il bénéficiera de trois années de mises à niveau majeures du système d’exploitation, avec un support prolongé jusqu’en 2024, et de cinq années de mises à jour de sécurité, avec un support prolongé jusqu’en 2026. L’événement Pixel Fall Launch a coïncidé avec la sortie d’Android 12 pour les anciens téléphones Pixel, ainsi que l’introduction de la sécurité Sous et Tableau de bord de confidentialité.
Google a également annoncé Pixel Pass, un forfait d’abonnement similaire à Apple One et Xbox Game Pass qui regroupe la série Pixel 6 avec Google One (en), YouTube Premium, YouTube Music, Google Play Pass et une garantie prolongée.

## Accueil
Le Pixel 6 et Pixel 6 Pro a reçu beaucoup d’attention avant son lancement, avec de nombreux commentateurs soulignant le potentiel de sa puce Tensor et les débuts d’Android 12, Les commentateurs ont également noté l’anticipation accrue du Pixel par rapport aux générations précédentes de la ligne smartphone Pixel, attribuant cela à la révélation prématurée de Google de l’appareil et à l’annonce de la puce Tensor.
Les téléphones ont généralement reçu des critiques positives après son annonce officielle, avec des critiques louant ses spécifications "premium", prix abordable, et la puce Tensor. Cependant, l’exclusion d’un chargeur de téléphone et la protrusion de la barre de caméra ont été critiqués.